# Шлях хреста та дракона
«Шлях хреста та дракона» (англ. The Way of Cross and Dragon) — науково-фантастичне оповідання Джорджа Р. Р. Мартіна, опубліковане у червні 1979 року у журналі «Omni». У 1980 році оповідання отримало премію «Г'юго», премію «Локус» і було номіноване на премію «Неб'юла» у номінації «Найкраще оповідання».
Оповідання пізніше війшло до збірки «Піщані королі» та «Пісні про мрії: РРетроспектива».
Дія оповідання відбувається у тому самому вигаданому всесвіті «Тисячі світів», що й декілька інших робіт Мартіна, серед яких «Світло, що вмирає», «Ті, що летять уночі», «Піщані королі», «Пісня для Лії», «Містфаль приходить зранку» та оповідання, що увійшли до збірки «Подорожі Тафа».

## Сюжет
Дія відбувається у далекому майбутньому. Найпопулярнішою релігією є Єдина істинна міжзоряна католицька церква Землі та Тисячі Світів (англ. One True Interstellar Catholic Church of Earth and the Thousand Worlds). Головний герой оповідання — Дамієн Хар Веріс, священник та Лицар-інквізитор, який займається ефективним вирішенням єретичних конфліктів, але останнім часом відчуває духовне виснаження та брак віри. Не зважаючи на це, архієпископ-іншопланетянин відправляє його розібратися з культом, який зробив святого з Юди Іскаріота.
Секта дотримується релігійного тексту «Шлях хреста та дракона», який описує життя Юди та переглядає його місце у Християнстві. У тексті розповідається як народжений повією Юда опанував чорну магію, став приборкувачем драконів та правителем великої імперії. Після катування та каліцтва Ісуса Христа Іскаріот покаявся та відмовився від своєї імперії, щоб стати першим та улюбленим з його апостолів. Повернувшись зі своєї подорожі, під час якої Юда вербував прибічників, він знашов Христа розп'ятим. До того, як дізнався про його воскресіння, розгніваний Іскаріот встиг знищити імперію, винну у смерті Ісуса, та задушити Св. Петра за те, що той відрікся від Христа. Проте Ісус повернув Петра до життя, не визнаючи жорстокості Юди. Петро приховав правду про життя Іскаріота, зневажаючи його ім'я та подвиги. Шукаючи спокути за свій гнів, Юда стає тисячорічним вічним жидом, щоб потім приєднатися до Христа у Царстві Божому.
Вивчаючи матеріали секти, Дамієн отримує насолоду від химерної та креативної, але все-таки безглуздої історії. Він знаходить, що вона набагато цікавіша, ніж звичайні мирські єресі, що розвивалися навколо влади та грошей.
Прибувши на планету на своєму космічному кораблі «Правда Христова», де утворилася секта, Дамієн зустрічається з її засновником та автором «Шляху хреста та дракона», Лукіаном Джудассоном. Під час допиту Лукіана Дамієн дізнається про існування таємної змови нігілістичної організації Брехунів, які вважають, що істина — це ентропія та джерело страждань. Брехуни прагнуть пом'ягшити та додати барв до безцільного життя інших, створюючи ретельно продуману віру у брехню — релігії. Вони заснували цей культ Юди та багато інших і хочуть, щоб Дамієн приєднався до них. Незважаючи на власне духовне виснаження, він розумає, що хоча він і втрачає свою віру, але він не втратив своєї пристрасті до правди. Коли він відмовляється від пропозиції стати одним з Брехунів, Джудассон хоче примусити його мовчати, але його кервіник у змові, деформований мутант-телепат відчуває, що Дамієн схожий на Брехунів, та відпускає його.
Після цього Дамієн руйнує єресь про Юду, використовуючи політичні маніпуляції та страх суспільства. Коли він розуміє, що повністю втратив свою віру, архієпископу байдуже, бо йому лише потрібні результати, тому Дамієн продовжує працювати інквізитором. Він розуміє, що телепат-Брехун був правий, бо Дамієн є неперевершеним Брехуном, який увічнює віру, в яку сам більше не вірить.
Проте, відлітаючи на свою наступну місію, він назвав свій новий зореліт Драконом.